# Pseudoxyomus cochraneae
Pseudoxyomus cochraneae är en skalbaggsart som beskrevs av Bordat 1996. Pseudoxyomus cochraneae ingår i släktet Pseudoxyomus och familjen Aphodiidae. Inga underarter finns listade i Catalogue of Life.